# DAEO FM Online
A DAEO FM egy magyarországi online rádiócsatorna. A DAEO körülbelül heti 140 órában játszik zeneszámokat, és műsoridejének jelentős hányadát a színvonalas és ígéretes hazai  és külföldi könnyűzenei tehetségek bemutatásának és népszerűsítésének szenteli. A DAEO a célcsoportjához igazítja zenei stratégiáját, elsősorban mainstream pop, rock és dance zenéket játszik.

Folyamatosan keressük az új, tehetséges előadókat és a kreatív, friss zenéket. Minden héten megnézik az újonnan érkező zenéket és döntenek arról, mi kerül fel a DAEO játszási listájába. 
1. ↑  DAEO FM | A rádió (magyar nyelven). DAEO FM Online. (Hozzáférés: 2021. június 17.)